# Leonora Aragonska, kraljica Kastilje
Leonora (Eleonora Aragonska; španjolski Leonor) bila je aragonska infanta i kastiljska kraljica, rođena u El Puigu, Kruna Aragonije. Kraljica je preminula 13. kolovoza 1382. u Cuéllaru, Kruna Kastilje.
Otac kraljice Leonore bio je kralj Petar IV. Aragonski, a majka imenjakinja Eleonora Sicilska, preko koje je Leonora bila unuka kralja Sicilije i talijanskog podrijetla. Leonorina je polusestra bila grofica Izabela od Urgella.
U Soriji, 18. lipnja 1375., Leonora se udala za Ivana I. Kastiljskog; njihovi su sinovi bili Henrik III., očev nasljednik i Ferdinand I. Aragonski, koji je postao kralj Aragonije „Leonorinim pravom“. Dana 13. kolovoza 1382., kraljica Leonora rodila je kćer Leonoru, umrijevši ubrzo nakon poroda.